# 円上町
円上町（えんじょうちょう）は、愛知県名古屋市昭和区の地名。丁目は設定されていない。住居表示実施。

## 地理
名古屋市昭和区南西部に位置する。西は白金三丁目、南は滝子通・東郊通に接する。

## 歴史

### 町名の由来
御器所町の小字名「円上」による。「円上」との地名は江戸時代の古地図においてその名を確認することができるが、その由来は不明という。

### 沿革
- 1931年（昭和6年）4月1日 - 中区御器所町の一部により、同区円上町として成立[1]。
- 1937年（昭和12年）10月1日 - 昭和区成立に伴い、同区円上町となる[1]。
- 1942年（昭和17年）8月25日 - 御器所町の一部を編入する[1]。また、一部が御器所町に編入される[5]。
- 1972年（昭和47年）8月1日 - 住居表示実施[3]。御器所町・東郊通・滝子通・村田町の各一部を編入する[1]。一部が村雲町に編入される[3]。

## 世帯数と人口
2019年（平成31年）1月1日現在の世帯数と人口は以下の通りである。
| 町丁   | 世帯数  | 人口    |
| ------ | ------- | ------- |
| 円上町 | 698世帯 | 1,465人 |

### 人口の変遷
国勢調査による人口の推移。
| 1995年（平成7年）  | 1508人 |  |  |
| 2000年（平成12年） | 1685人 |  |  |
| 2005年（平成17年） | 1558人 |  |  |
| 2010年（平成22年） | 1502人 |  |  |
| 2015年（平成27年） | 1487人 |  |  |

### 世帯数の変遷
国勢調査による世帯数の推移。
| 1995年（平成7年）  | 566世帯 |  |  |
| 2000年（平成12年） | 679世帯 |  |  |
| 2005年（平成17年） | 660世帯 |  |  |
| 2010年（平成22年） | 680世帯 |  |  |
| 2015年（平成27年） | 683世帯 |  |  |

## 学区
市立小・中学校に通う場合、学校等は以下の通りとなる。また、公立高等学校に通う場合の学区は以下の通りとなる。
| 番・番地等 | 小学校               | 中学校               | 高等学校 |
| ---------- | -------------------- | -------------------- | -------- |
| 全域       | 名古屋市立村雲小学校 | 名古屋市立円上中学校 | 尾張学区 |

## 施設
- 名古屋工業高等学校[2]
- 歯科衛生専門学校[2]
- 女子総合職業専門サービスセンター[2]
- 村雲幼稚園[2]
- 真宗大谷派西福寺[2]
- 曹洞宗寿栄寺[2]
- 尾張箸蔵寺

- 村雲幼稚園
- 尾張箸蔵寺

## その他

### 日本郵便
- 郵便番号 : 466-0054[WEB 3]（集配局：昭和郵便局[WEB 13]）。

### WEB
1. 1 2  “愛知県名古屋市昭和区の町丁・字一覧”.   人口統計ラボ. 2017年5月21日閲覧。
2. 1 2  “町・丁目(大字)別、年齢(10歳階級)別公簿人口(全市・区別)”.   名古屋市 (2019年1月23日). 2019年1月23日閲覧。
3. 1 2  “郵便番号”.  日本郵便. 2019年1月6日閲覧。
4. ↑  “市外局番の一覧”.   総務省. 2019年1月6日閲覧。
5. ↑  名古屋市役所市民経済局地域振興部住民課町名表示係 (2015年10月21日). “昭和区の町名”.   名古屋市. 2017年5月21日閲覧。
6. 1 2  総務省統計局 (2014年3月28日). “平成7年国勢調査の調査結果(e-Stat) - 男女別人口及び世帯数 －町丁・字等” (CSV). 2021年7月20日閲覧。
7. 1 2  総務省統計局 (2014年5月30日). “平成12年国勢調査の調査結果(e-Stat) - 男女別人口及び世帯数 －町丁・字等” (CSV). 2021年7月20日閲覧。
8. 1 2  総務省統計局 (2014年6月27日). “平成17年国勢調査の調査結果(e-Stat) - 男女別人口及び世帯数 －町丁・字等” (CSV). 2021年7月21日閲覧。
9. 1 2  総務省統計局 (2012年1月20日). “平成22年国勢調査の調査結果(e-Stat) - 男女別人口及び世帯数 －町丁・字等” (CSV). 2021年7月21日閲覧。
10. 1 2  総務省統計局 (2017年1月27日). “平成27年国勢調査の調査結果(e-Stat) - 男女別人口及び世帯数 －町丁・字等” (CSV). 2021年7月21日閲覧。
11. ↑  “市立小・中学校の通学区域一覧”.   名古屋市 (2018年11月10日). 2019年1月14日閲覧。
12. ↑  “平成29年度以降の愛知県公立高等学校（全日制課程）入学者選抜における通学区域並びに群及びグループ分け案について”.   愛知県教育委員会 (2015年2月16日). 2019年1月14日閲覧。
13. ↑  郵便番号簿 平成29年度版 - 日本郵便. 2019年01月06日閲覧 (PDF)

### 書籍
1. 1 2 3 4 5  名古屋市計画局 1992, p. 800.
2. 1 2 3 4 5 6 7 8  「角川日本地名大辞典」編纂委員会 1989, p. 1457.

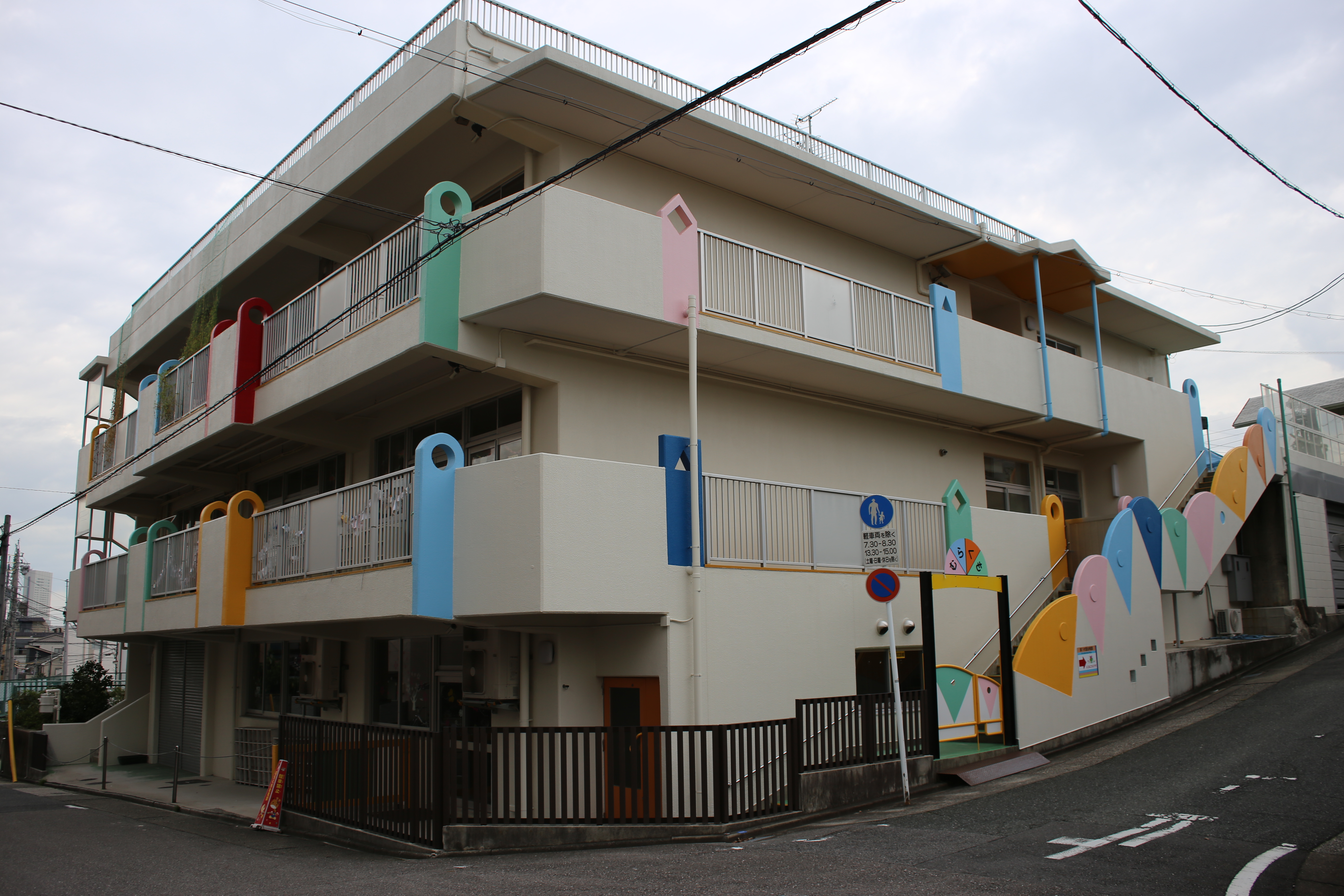
村雲幼稚園
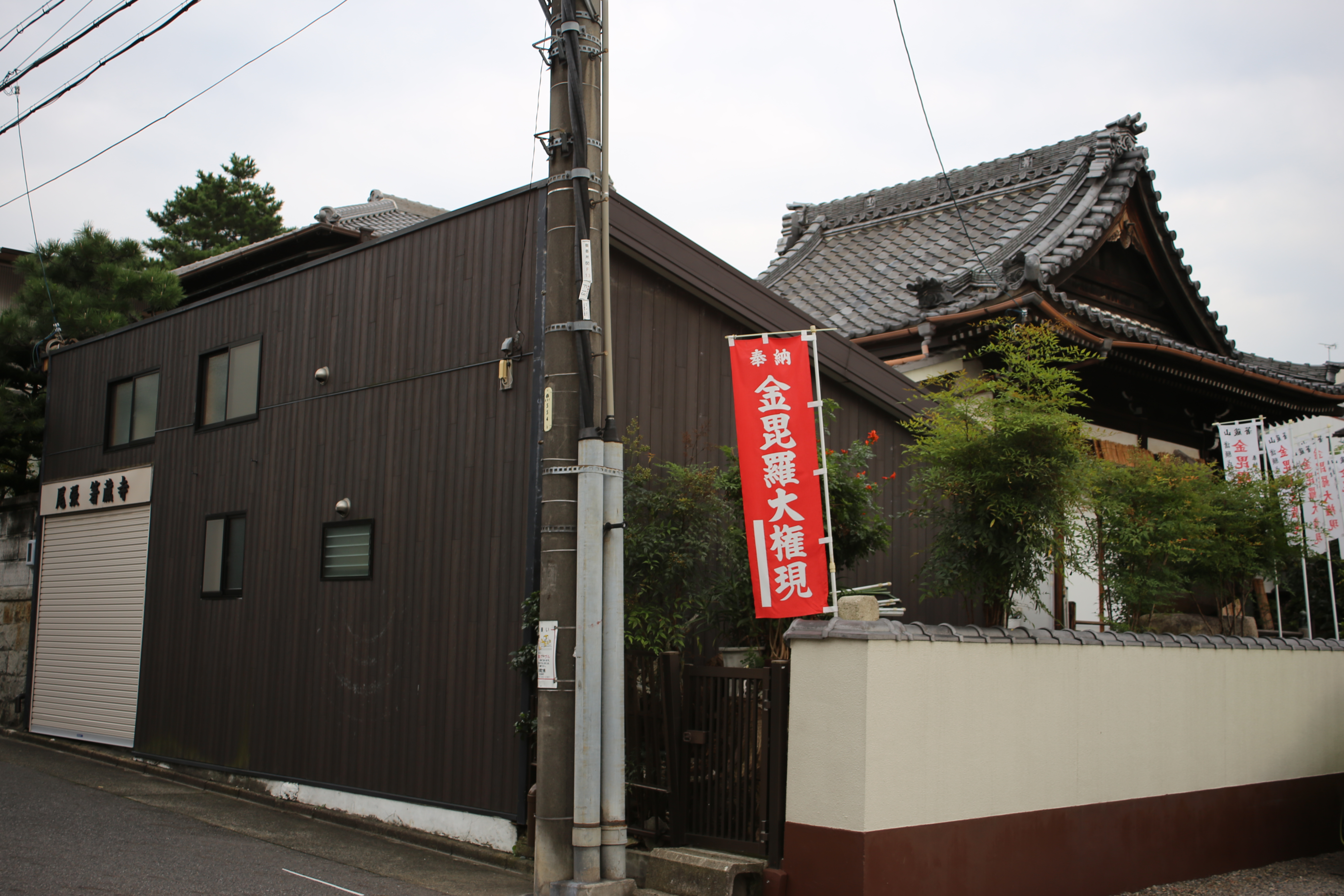
尾張箸蔵寺

3. 1 2 3 4  名古屋市計画局 1992, p. 348.
4. ↑  名古屋国際高等学校社会科教科会 1999, p. 230.
5. ↑  名古屋市計画局 1992, p. 799.